# Roberto Mussi
Roberto Mussi (Massa, 25 de agosto de 1963) é um ex-futebolista profissional italiano, que atuava como zagueiro.

## Carreira
Mussi se profissionalizou no Massese, time local.

## Seleção
Mussi representou a Seleção Italiana de Futebol, na Copa do Mundo de 1994, e na Euro 1996.

## Títulos
Milan
- Campeonato Italiano: 1987–88
- Supercopa da Itália: 1988
- Liga dos Campeões da UEFA: 1988–89

Torino
- Copa da Itália: 1993

Parma
- Copa da UEFA: 1994-95, 1998-99
- Copa da Itália: 1999